# Hugo Efferoth
Hugo Efferoth (* 25. September 1889 in Köln; † 4. April 1946 in La Paz) war ein deutscher Autor, Journalist, Zeitungsredakteur und Widerstandskämpfer gegen den Nationalsozialismus.

## Leben
Hugo Efferoth stammt aus einer bürgerlich-katholischen Familie. Er war sechstes Kind des Vorstehers des Postamtes in der Samariterstraße. Nach dem Abitur am Kaiser-Wilhelm-Gymnasium im Jahr 1908 studierte er in Köln und Leipzig Philologie, Geschichte und Volkswirtschaft. Er war Freiwilliger im Ersten Weltkrieg.
Nach dem Krieg arbeitete er unter anderem für die Leipziger Volkszeitung (1919–20), die anarchosyndikalistische Schaffende Frau (1920–21), für die Unabhängige Volkszeitung (Dresden, 1920–21), 1924–1927 für die Volkszeitung für die Oberlausitz in Löbau und 1929 für Leopold Schwarzschilds Tagebuch. Er war inzwischen Mitglied der SPD und wurde im Jahr 1927 Leiter der Lokalredaktion der Rheinischen Zeitung (RZ). Arbeitskollegen waren dort unter anderen Heinz Kühn, der spätere Ministerpräsident des Landes Nordrhein-Westfalen, und der Chefredakteur und Reichstagsabgeordnete Wilhelm Sollmann, mit dem er ab dieser Zeit eng befreundet war.
Kurz nach der Machtübernahme der Nationalsozialisten wurde die Redaktion der RZ am 9. März 1933 von einer SA-Staffel überfallen, Efferoth und Sollmann wurden in das NSDAP-Haus in der Mozartstraße verbracht und gefoltert, wobei Efferoth nur knapp überlebte. Danach folgte die Schutzhaft. Nach seiner Entlassung musste er untertauchen; Unterschlupf fand er bei den rarer werdenden Freunden unter anderem bei der Verlobten des späteren Kölner Oberbürgermeisters Theo Burauen.
Sein Buch Die Ketzerbibel gehörte zu den verbrannten Büchern.
Schließlich gelang die Emigration nach Prag, wo er weiterhin in der Untergrundpresse unter dem Pseudonym F. E. Roth Artikel veröffentlichte, vor allem für die Exilzeitung Neuer Vorwärts. Im Jahr 1938 gelang ihm über Österreich und Italien die Flucht nach La Paz in Bolivien. Dort wurde er zeitweise Landesvertreter der Frei-Deutschland-Bewegung und er war Mitarbeiter bei Ernst Schumachers Zeitung Rundschau vom Illimani. Efferoth und seine Frau wurden im Juli 1940 vom Deutschen Reich ausgebürgert.

## Würdigungen
In Köln ist eine Straße nach ihm benannt.

## Schriften
- Friedrich Ebert Vom Sattlergehilfen zum ersten deutschen Präsidenten 1922
- Himmel-Fimmel. Eine Studie zur Sektenseuche der Gegenwart. Dresden: Verlagsanstalt für proletarische Freidenker Deutschlands 1923, 2. Aufl.
- Die Ketzerbibel. Waffensammlung für den kämpfenden Freidenker, 1929
- Eine Nonne wurde sehend, 1930